# Rivière de la Tortue
Pour les articles homonymes, voir Tortue (homonymie).
La rivière de la Tortue est un tributaire de la rive-sud du fleuve Saint-Laurent, coulant dans la région administrative de la Montérégie, au sud-ouest de la province de Québec, au Canada. Le cours de cette rivière traverse les municipalités régionales de comté (MRC) de :
- Les Jardins-de-Napierville : dans la municipalité de Saint-Patrice-de-Sherrington, Saint-Édouard ;
- Roussillon : dans les municipalités de Saint-Mathieu, Delson et de Candiac.

La surface de la rivière est généralement gelée de la mi-décembre à la fin mars. La circulation sécuritaire sur la glace se fait généralement de fin décembre à début mars. Le niveau de l'eau de la rivière varie selon les saisons et les précipitations.

## Géographie
Les principaux bassins versants voisins de la rivière de la Tortue sont :
- Côté nord : voie maritime du Saint-Laurent, fleuve Saint-Laurent ;
- Côté est : ruisseau Saint-André, rivière Saint-Jacques (Laprairie) ;
- Côté sud : ruisseau Laffite, rivière l'Acadie ;
- Côté ouest : rivière Saint-Pierre ;

La rivière de la Tortue prend sa source d'un ensemble de ruisseaux agricoles drainant la zone à 3,8 km au sud-ouest du village de Saint-Patrice-de-Sherrington, au nord du ruisseau Laffite, au nord-ouest du versant de la rivière l'Acadie et au nord du hameau de Barrington.
À partir de Saint-Patrice-de-Sherrington, la rivière de la Tortue coule vers le nord en territoires agricoles. Dans son cours vers le nord, la rivière de la Tortue passe à l'ouest du village de Saint-Patrice-de-Sherrington, en récupérant les eaux des ruisseaux agricoles Lazure, Saint-Michel et Provost. La rivière passe au cœur du village de Saint-Édouard, puis recueille les eaux du ruisseau Boulerice-Yelle en longeant (du côté ouest) l'autoroute 15 sur un segment de 7,3 km. Puis la rivière s'oriente vers l'ouest et va passer au village de Saint-Mathieu où elle recueille le ruisseau Faille sur sa rive gauche près du centre communautaire.
À partir du village de Saint-Mathieu, la rivière coule tout droit vers le nord en longeant (du côté est) le chemin de fer et en passant à l'ouest du hameau Val-Boisé. À la hauteur de la zone industrielle, la rivière commence à serpentiner ; ce qu'elle fera jusqu'à la fin de son parcours.
À partir de la zone industrielle, la rivière continue son cours vers le nord, en recueillant les eaux des ruisseaux Isabelle et Lasaline, passe sous l'autoroute 30 tout près (côté est) du chemin de fer. Puis la rivière entre par le sud dans la ville de Delson où elle serpentine vers le nord. La rivière poursuit son cours en passant dans Candiac jusqu'à son embouchure.
L'embouchure de la rivière de la Tortue est situé sur la rive sud de la voie maritime du Saint-Laurent, en aval de l'écluse de Côte-Sainte-Catherine, à 3 km en aval de l'embouchure de la rivière Saint-Pierre.
La rivière de la Tortue coule plus ou moins en parallèle (du côté est) à la rivière Saint-Pierre. Elle coule sur 24 km entre la source et le village de Saint-Mathieu ; puis 12,6 km jusqu'à son embouchure.
À cause de sa faible dénivellation, la rivière de la Tortue est propice à sortir de son lit en période de crue.

## Toponymie
Le toponyme "Rivière de la Tortue" a été officialisé le 5 décembre 1968 à la Commission de toponymie du Québec.